# فرنسيس ليستر
فرنسيس ليستر (بالإنجليزية: Francis Lister)‏ هو ممثل بريطاني (وحمل سابقاً جنسية المملكة المتحدة لبريطانيا العظمى وأيرلندا)، ولد في 2 أبريل 1899 بلندن في المملكة المتحدة، وتوفي بنفس المكان في 28 أكتوبر 1951.

## وصلات خارجية
- فرنسيس ليستر على موقع IMDb (الإنجليزية)
- فرنسيس ليستر على موقع أول موفي (الإنجليزية)
- فرنسيس ليستر على موقع قاعدة بيانات برودواي على الإنترنت (الإنجليزية)
- فرنسيس ليستر على موقع قاعدة بيانات الأفلام السويدية (السويدية)
- فرنسيس ليستر على موقع قاعدة بيانات الفيلم (الإنجليزية)